# Zygmunt Chodnicki
Zygmunt Chodnicki – polski urzędnik państwowy, w 1997 podsekretarz stanu w Ministerstwie Pracy i Polityki Socjalnej.

## Życiorys
Wieloletni pracownik Ministerstwa Pracy i Polityki Socjalnej, z jego ramienia uczestniczył w obradach Okrągłego Stołu po stronie koalicyjno-rządowej, a na początku lat 90. był w nim dyrektorem generalnym. Należał do założycieli Banku Inicjatyw Społeczno-Ekonomicznych. Od 30 stycznia do 1 grudnia 1997 pełnił funkcję podsekretarza stanu w Ministerstwie Pracy i Polityki Socjalnej. Później objął funkcję wicedyrektora departamentu wynagrodzeń i dyrektora generalnego w tym resorcie. Został członkiem Głównej Komisji Orzekającej w Sprawach o Naruszenie Dyscypliny Finansów Publicznych.